# پیپکورونیوم برماید
پیپکورونیوم برماید (انگلیسی: Pipecuronium bromide) یک شل کننده عضلانی آمینواستروئیدی دو چهارگانه است که گیرنده های استیل کولین نیکوتینی را در محل اتصال عصبی عضلانی مسدود می کند. همچنین آنتاگونیست گیرنده‌های موسکارینی M2 و M3 است[2] و قوی‌ترین عامل مسدودکننده عصبی-عضلانی از کلاس آمینواستروئیدها است.